# Partia Zielonych (Słowacja)
Partia Zielonych (sł. Strana zelených, do stycznia 2006 Strana zelených na Slovensku, czyli Partia Zielonych na Słowacji) to słowacka partia polityczna założona w 1990, nieposiadająca reprezentacji parlamentarnej. Na poziomie europejskim należy do Europejskiej Partii Zielonych.